# Miyagua
Miyagua är en ort i Mexiko.   Den ligger i kommunen Petatlán och delstaten Guerrero, i den södra delen av landet, 300 km sydväst om huvudstaden Mexico City. Miyagua ligger 31 meter över havet och antalet invånare är 119.
Terrängen runt Miyagua är platt åt sydväst, men åt nordost är den kuperad. Runt Miyagua är det glesbefolkat, med 19 invånare per kvadratkilometer. Närmaste större samhälle är Petatlán, 4,0 km öster om Miyagua. Omgivningarna runt Miyagua är en mosaik av jordbruksmark och naturlig växtlighet.